# الدوري السويدي الدرجة الثانية 2011
الدوري السويدي الدرجة الثانية 2011 (بالسويدية: Division 2 i fotboll för herrar 2011)‏ هو موسم من الدوري السويدي الدرجة الثانية. فاز فيه نادي أوسترسوند.